# Линдси, Дэвид, 27-й граф Кроуфорд
Дэвид Александр Эдвард Линдси, 27-й граф Кроуфорд и 10-й граф Балкаррес, лорд Балкаррес или лорд Балниэль (1880—1913; англ. David Alexander Edward Lindsay, 27th Earl of Crawford and 10th Earl of Balcarres; 10 октября 1871, Данечт, Абердиншир, Великобритания — 8 марта 1940, Стоунхейвен, Абердиншир, Великобритания) — британский аристократ и государственный деятель, лорд-хранитель Малой печати (1916—1919).

## Биография
Происходил из одной из старейших благородных семей и был потомком Давида Линдси, которому ещё в 1398 году был присвоен титул 1-го графа Кроуфорда и пэра Шотландии. Был старшим сыном Джеймса Линдси, который с 1874 по 1880 год был членом Палаты общин, а в 1880 году, унаследовав титул, стал 26-м графом Кроуфордом и членом Палаты лордов. С 1880 по 1913 годы сам Дэвид носил титул лорда Балкарреса.
Его семья обладала интересом к добыче полезных ископаемых на Ланкаширском угольном месторождении в Хейг-Уиган, где находилось поместье Хей-Холл. Дэвид был председателем компании Wigan Coal and Iron Company и её преемницы — Wigan Coal Corporation.
После обучения в Итонском колледже продолжил образование в Магдален-колледже Оксфордского университета, который окончил со степенью бакалавра искусств. Он также служил в 1-м добровольческом батальоне линейной пехотны Манчестерского полка, завершив службу в звании капитана.
Его политическая карьера началась в качестве кандидата от партии консерваторов на выборах в июне 1895 года, когда он избран членом Палаты общин, до 31 января 1913 года он представлял избирательный округ Чорли. В это время он стал участвовать в работе лондонского Общества антикваров Лондона, с 1900 по 1903 годы выступал в нём в качестве доверенного лица лондонской Национальной портретной галереи.
В 1903 году он был впервые назначен на должность в правительстве Британской империи, являясь до 1905 года младшим лордом в казначействе Великобритании. Затем временно занимал должность заместителя канцлера герцогства Ланкастерского. В те же годы получил почётную степень доктора юридических наук Сент-Эндрюсского университета.
С 1911 по 1913 год являлся главным организатором парламентской фракции («главным кнутом») фракции консерваторов в Палате общин.
После смерти своего отца в январе 1913 году унаследовал родовой титул, став 27-м графом Кроуфордом, 10-м графом Балкарресом и 11-м лордом Балниэлем. С этими титулами до конца жизни входил в состав Палаты лордов. Также был главой Дома Кроуфорд.
В годы Первой мировой войны, в начале 1915 года, в возрасте 43-х лет, отказавшись от предложения стать вице-королём Индии, он поступил на службу в Королевский военно-медицинский корпус, что было по тем временам почти немыслимым шагом, поскольку британские аристократы и их наследники почти все назначались на офицерские должности и он сам имел звание капитана 1-го (добровольческого) батальона Манчестерского полка. В 2013 году его дневники были опубликованы в виде мемуаров «Дневники Великой войны» тайного лорда Кроуфорда: от медицинского ординатора до министра кабинета, отредактированные его внуком Кристофером Арнандером.
В июле 1916 года в коалиционном либерально-консервативном кабинете Дэвида Ллойд Джорджа был назначен президентом Совета по сельскому хозяйству Великобритании. В том же году стал членом Тайного совета.
- 1916—1919 годы — лорд-хранитель Малой печати,
- 1919—1921 годы — канцлер герцогства Ланкастерского,
- 1921—1922 годы — министр общественных работ,
- апрель-октябрь 1922 года — министр транспорта Великобритании.

Непродолжительное время служил в качестве почетного полковника 5-го батальона Манчестерского полка.
Получив в 1923 году звание почётного доктора права Манчестерского университета, он в том же году занял должность ректора этого высшего учебного заведения, оставаясь на этом посту до конца жизни. В 1924 году он стал также почётным доктором гражданского права Кембриджского университета и членом Лондонского королевского общества (по статуту 12). В 1926 году стал почётным доктором юридических наук Эдинбургского университета, а в 1928 году — почётным доктором литературы Ливерпульского университета.

## Награды и звания
Был награжден орденом Чертополоха и офицерским крестом бельгийского ордена Леопольда I.

## Семья
25 января 1900 года лорд Балкаррес женился в церкви Святой Маргариты, Вестминстер, на Констанс Лилиан Пелли (? — 8 января 1947), дочери сэра Генри Пелли, 3-го баронета (1844—1877), и леди Лилиан Харриет Чартерис (1851—1914). У супругов было восемь детей, два сына и шесть дочерей:
- Дэвид Александр Роберт Линдси, 28-й граф Кроуфорд (20 ноября 1900 — 13 декабря 1975), старший сын и преемник отца
- Леди Маргарет Синтия Линдси (27 июня 1902—1997), муж с 1928 года подполковник Генри Сирил Харкер Иллингворт (1896—1979), брак был бездетным
- Леди Синтия Энн Линдси (21 июня 1904 — 5 января 1997), 1-й муж с 1931 года Пер Эрик Фольке Арнандер (? — 1933), от брака с которым у неё был один сын; 2-й муж с 1934 года Джованни Фумми (? — 1970), от брака с которым у неё была одна дочь.
- Достопочтенный Джеймс Луис Линдси[англ.] (16 декабря 1906 — 27 августа 1997), консервативный член парламента от штата Девон-Норт с 1955 по 1959 год. Женат с 1933 года на достопочтенной Бронвен Мэри Скотт-Эллис (1912—2003), от брака с которой у него было четверо детей.
- Леди Элизабет Патрисия Линдси (15 сентября 1908 — 4 февраля 1937), незамужняя
- Леди Мэри Лилиан Линдси (27 сентября 1910 — 25 марта 2004), с 1930 года замужем за Реджинальдом Маннингемом-Буллером, 1-м виконтом Дилорном (1905—1980), лордом-канцлером Великобритании с 1962 по 1964 год. У супругов было четверо детей. Их дочь баронесса Маннингем-Буллер была генеральным директором МИ-5 с 2002 по 2007 год.
- Леди Кэтрин Констанс Линдси (26 августа 1912 — c ноября 1972), с 1936 года замужем за сэром Годфри Николсоном, 1-м баронетом[англ.] (1901—1991), от брака с которым у неё было четверо дочерей. Их дочь — баронесса Николсон из Уинтерборна.
- Леди Барбара Линдси (31 декабря 1915 — 20 июля 2001), муж с 1939 года полковник Ричард Ламли Херст (? — 1962), от брака с которым у неё было четверо детей.

Лорд Кроуфорд умер в марте 1940 года в возрасте 68 лет, и его титулы унаследовал его старший сын Дэвид, лорд Бэлниел. Графиня Кроуфорд умерла в январе 1947 года.